# Nicholas Tse
Nicholas Tse  (chiń. upr. 谢霆锋; chiń. trad. 謝霆鋒; pinyin Xiè Tíngfēng; ur. 29 sierpnia 1980 w Hongkong) – chiński aktor.
Jest synem Patricka Tse i Deborah Lee. Ma młodszą siostrę Jennifer.
29 sierpnia 2006 roku ożenił się z aktorką Cecilią Cheung. Ich pierwszy syn Lucas urodził się 2 kwietnia 2007 roku. Drugi syn Qintus przyszedł na świat 12 maja 2010 roku.

## Filmografia
- San goo waak chai ji siu nin gik dau pin (1998) jako Chan Ho-Nam
- Człowiek zwany Hero (Zhong hua ying xiong, 1999) jako Sword Hua
- Gliny (Dak ging san yan lui, 1999) jako Jack
- We władzy wspomnień (Ban zhi yan, 1999) jako Smokey
- Wuye xiongjing (1999) jako Mały Ming
- Shap yee yeh (2000) jako Kit
- Da ying jia  (2000)
- Konfrontacja (Seunlau ngaklau, 2000) jako Tyler
- Lensman: Power of the Lens (2000) jako Kim Kinnison
- Maan ung fung wan (2001) jako Knife/ Ho Nam
- Shaolin soccer (Siu lam juk kau, 2001) jako Młody Hung (niewymieniony w czołówce)
- Lao fu zi (2001) jako Fred/ Howard
- Ngo dik yeh man tung hok (2001) jako Stone
- 2002 (2001) jako Tide
- Luen oi hang sing (2002) jako Fung
- Wan bok lut chaai (2002) jako Chang Ho-Fung
- Chai tin dai sing suen ng hung (2002) jako The Hell Warrior
- Yu guanyin (2003) jako Maojie
- Medalion (The Medallion, 2003) jako kelner
- San jaat si hing (2004) jako Cheung Wai-kit
- Tajemnice władzy (Daai lo oi mei lai, 2004) jako Cock Head
- Nowa policyjna opowieść (Xin jing cha gu shi, 2004) jako Inspektor Fung
- Przysięga (Wu ji, 2005) jako Książę Północy- Wuhuan
- Niebezpieczna kraina (Ching din dai sing, 2005)
- Chun Hua Tian Tian Tong Xue Hui  (2006)
- Brama Tygrysa i Smoka (Lung fu moon, 2006) jako Tygrys Wong
- Sei dai tinwong  (2006)
- Da Ren Wu  (2007) jako Yang Fan
- Ching yan  (2008)
- Storm Rider Clash of the Evils  (2008)
- Bodyguards and Assassins (2009)
- Hot Summer Days  (2010)
- The Stool Pigeon  (2010)
- Shaolin (2011)